# Podloga za pisanje
Podloga za pisanje je tanka, toga plošča, ki ima na vrhu sponko za držanje listov. Uporabljamo jo tako, da v eni roki držimo podlogo z listi, medtem ko z drugo roko pišemo po njih. Uporabna je predvsem takrat, ko nimamo na voljo druge primerne podlage za pisanje. Prva različica je bila patentirana v letih 1870-71. Podlogi za pisanje s sponko je sorodna podloga s Shannonovim lokom, ki se je pojavila okoli leta 1877 in ima namesto sponke lok, ki je značilen za fascikle.

## Različice
Podloge za pisanje so lahko izdelane iz različnih materialov, kot so vlaknene plošče visoke gostote (HDF), aluminij, PVC, polipropilen, polistiren odporen an udarce (HIPS) in Foamex. Podloge za pisanje so običajno na voljo v dveh različnih izvedbah - enojni in dvojni v obliki mape. Enojne podloge za pisanje se pogostejše in so sestavljene iz enega samega kosa togega materiala ter pritrdilnega mehanizma vzdolž vrha. Dvojne podloge so ponavadi izdelane iz dveh togih plošč, ki sta po daljšem robu povezani z gibkim materialom. Dojne podloge nudijo zaščito vpetim listom, poleg tega pa zaradi dodatnega prostora, ki je na voljo, omogočajo vgradnjo držal za pisala in žepov za shranjevanje.  Tudi nekatere enojne podloge imajo na robu zanko za shranjevanje pisala. Del sponke ja lahko tudi zanka, ki služi za obešanje. Z razvojem tehnologije so postale naprednejše tudi podloge za pisanje. Tako obstajajo tudi podloge s kalkulatorjem vgrajenim v sponko za držanje listov. Še naprednejši je bil terminal za raziskave trga Ferranti, ki je imel obliko podloge za pisanje, odgovore na vprašanja pa je bilo s pritiskom ustreznih gumbov mogoče shraniti v polprevodniški pomnilnik naprave .  

### Neprebojna podloga za pisanje
Obstajajo tudi neprebojne podloge, ki nudijo zaščito policistom na terenu. Podloga proizvajalca Impact Armor Technologies zadrži naboje kalibra 9 mm, .357 magnum, .40 S&W in .44 Rem. magnum. 